# Многорядник верхоплодный
Многоря́дник верхопло́дный, также называемый рождественским папоротником (лат. Polýstichum acrostichoides, дословно: «Полистихум похожий на Акростихум») — многолетнее папоротниковое травянистое растение рода Многорядник (Polystichum) семейства Щитовниковые (Dryopteridaceae).
Второе (американское) название Многорядника верхоплодного связано с его жёсткими вечнозелеными листьями правильной формы и сочного тёмно-зелёного цвета, которые даже в конце декабря на Рождество и Новый год не теряют своей декоративности. В восточных штатах США с XVIII века широко вошло в традицию использовать листья рождественского папоротника в оформлении новогоднего и рождественского интерьера, а также в праздничных букетах и озеленении. Крупные горшечные или садовые экземпляры рождественского папоротника нередко используют в качестве эффектного праздничного заменителя «новогодней ёлки».

## Название
Родовое название Многорядник (лат. Polýstichum) представляет собой буквальный перевод латинского термина и относится к способу расположения сорусов на нижней стороне листьев папоротника, они густо расположены во «многих рядах», чаще всего, в четыре ряда по обеим сторонам от центральной жилки листочка.
Видовое латинское имя — акростихо́йдес (лат. acrostichoides), дословно означающее «похожий на папоротник из рода Акростихум» не прижилось в русском языке из-за его неудобопроизносимости (Полисти́хум акростихови́дный) и неясности. Мало кто из носителей языка до такой степени знако́м с тропическим папоротником из рода, иногда называемого как «расщельник» (сорусы которого также расположены в несколько рядов), чтобы уподоблять ему ещё одно не слишком широко известное растение из рода Многорядник, происходящее из умеренной климатической зоны Северной Америки. В такой форме переведённое на русский язык название должно было бы выглядеть странным нагромождением терминов: Многоря́дник расщельникови́дный, что произносится и выглядит не лучше. По этой причине американский рождественский папоротник Polystichum acrostichoides в российской ботанической номенклатуре укоренился под синонимическим именем Многоря́дник верхопло́дный. Русская версия видового названия также связана с особенностями размещения сорусов на листе рождественского папоротника. «Верхоплодные» спорангии располагаются в верхней трети листа (на нижней стороне листочков), в двух рядах по обе стороны от центральной жилки.
Подобно тому как в США и других англоязычных странах ботаническое название Polystichum acrostichoides почти не известно, но зато широко используется «бытовое название» рождественский папоротник, так и в России этот вид фигурирует под адаптированным названием Многорядник верхоплодный, имеющим к номенклатурному имени растения только опосредованное отношение.
Первоначально вид был описан Андре Мишо и отнесён к роду Нефродиум (лат. Nephrodium acrostichoides). Спустя полвека Генрих Шотт уточнил положение рождественского папоротника, переместив его в род Polystichum. С тех пор таксономия вида Polystichum acrostichoides более не менялась.

## Описание

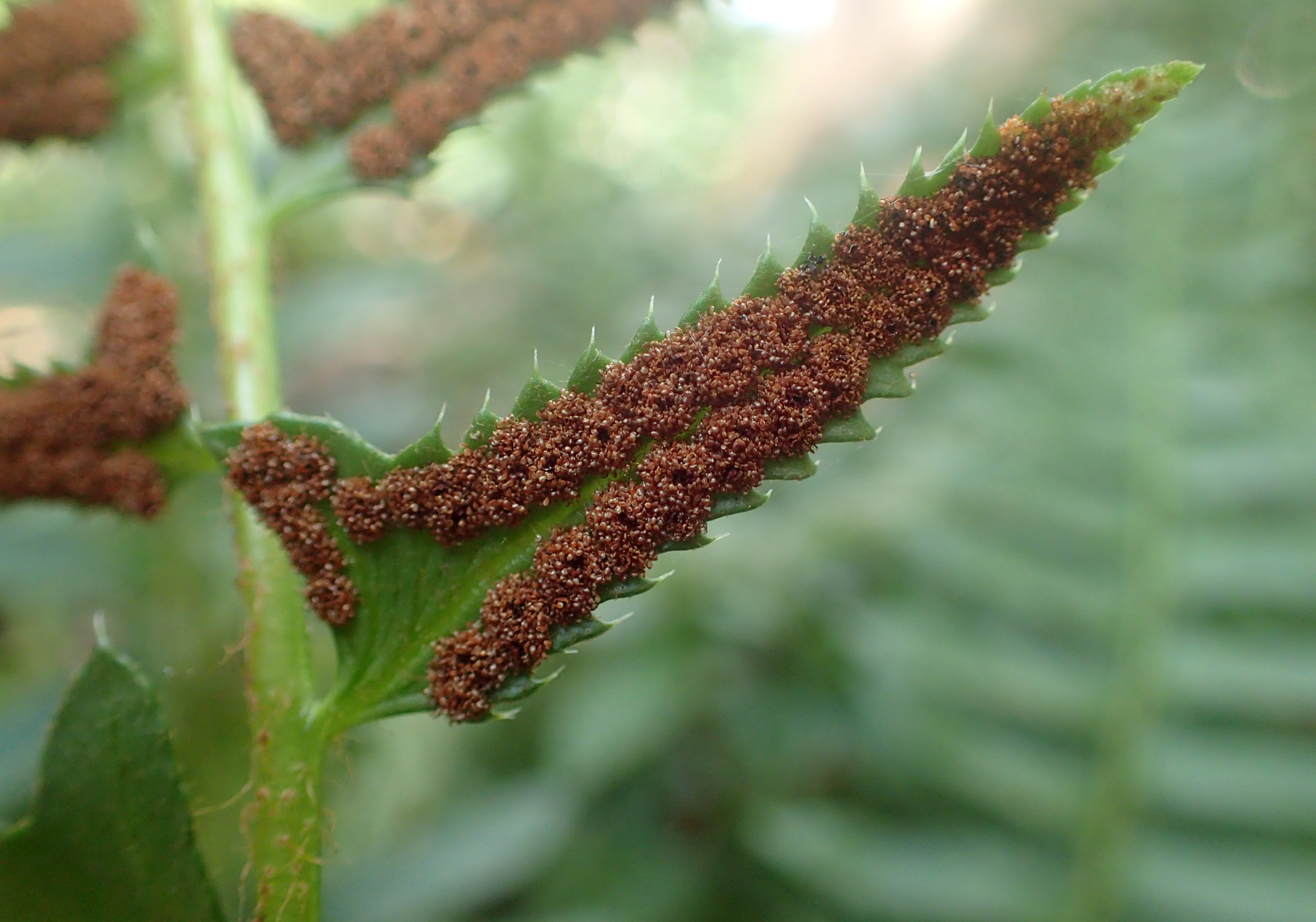
Сорусы на нижней стороне листа Polystichum acrostichoides

Папоротник Многорядник верхоплодный представляет собой многолетнее растение с вечнозелёными зимующими листьями (вайями), растущими в виде пучка. Розетка правильной формы, воронковидная, отходит от очень короткого толстого корневища, чаще прямого, реже — слегка косорастущего, имеющего вид небольшого стебля толщиной до 2 см. Изредка в благоприятных условиях Polystichum acrostichoides образует колонии растений, но чаще растёт поодиночке, старые и хорошо развитые растения могут иметь по две или по три расходящиеся розетки, образованные путём бокового ветвления корневища.
Вайи рождественского папоротника плотные, тёмно-зелёные, красивые, кожистые, глянцевые, с жёстким рахисом, единождыперистые, с густым расположением листочков, нижняя сторона которых может быть покрыта очень редкими волосками. Форма листа — линейная или ланцетная в очертании, от 30 до 80 см в длину и 5–12 см в ширину. Черешок длинный и прочный, его длина обычно составляет от четверти до трети всего листа, притом что размер листьев сильно варьирует в зависимости от возраста растения и условий его выращивания. Рахис листа в основании чёрный или чёрно-коричневый, но по мере подъёма постепенно светлеет и зеленеет. Почти по всей длине черешок листа имеет на верхней стороне выраженную бороздку и покрыт крупными светло-коричневыми или коричневыми полупрозрачными чешуйками длиной около 4-5 мм. К вершине листа чешуйки становятся реже и прозрачнее, а их цвет, размер и плотность также убывает. Каждый единождыперистый лист несёт 20–35 пар листочков длиной до 4 см, с зубчатым или слегка колючим краем; зубцы почти всех долек почти прямые и кончаются мягким остриём. Спороносные листочки находятся в верхней части листа, они заметно короче и у́же стерильных. Светло-коричневые овальные сорусы прикрыты щитком, как у всех представителей семейства, и расположены на нижней стороне листочка в двух густо посаженных рядах с каждой стороны от центральной жилки. Часто они сливаются в единую «бахрому» и покрывают почти всю нижнюю сторону верхней половины листа. Споры созревают в августе — октябре в зависимости от климатической зоны и влажностного режима.
С началом холодного сезона года фертильные (спороносные) листья отмирают, а стерильные, напротив, остаются зимовать, но чаще всего теряют форму и полегают после первого снега или сильных заморозков. В таком виде они и остаются лежать на земле у подножия растения на следующий период вегетации. Кроме того, перезимовавшие листья заметно отличаются по форме от нового прироста, на первый взгляд можно решить, что они принадлежат какому-то другому папоротнику, растущему рядом. 

## Экология и распространение

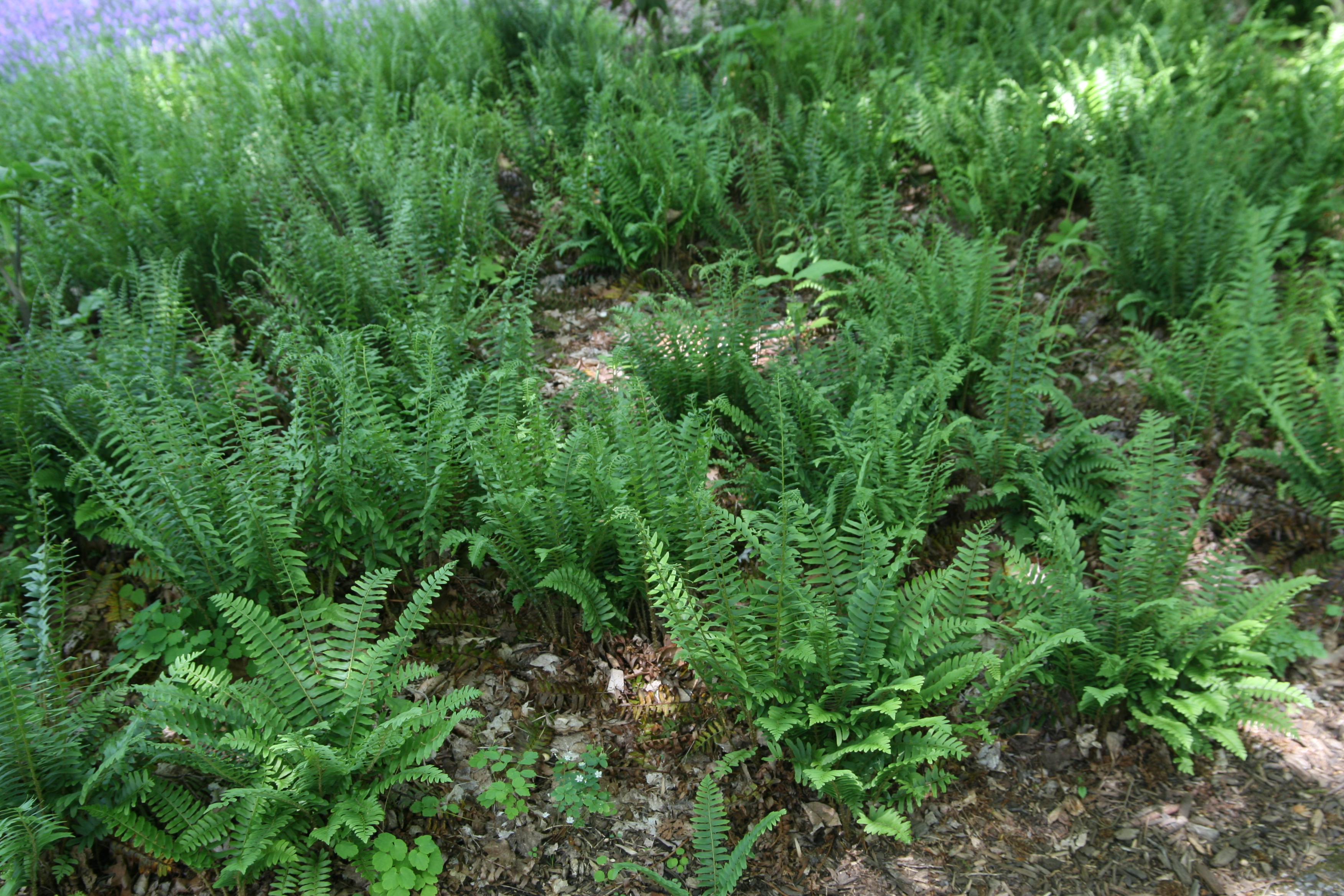
Polystichum acrostichoides, Пенсильвания (Longwood Gardens)

Polystichum acrostichoides родом из Северной Америки, этот вид очень широко распространён в умеренной климатической зоне на юго-востоке Канады и на востоке США, где встречается в обширном ареале от Новой Шотландии, Канады на запад до Миннесоты и на юг до Флориды и восточного Техаса.
Многорядник верхоплодный — один из самых распространённых папоротников восточной части Северной Америки, где считается обычным лесным растением. Как типичный гигромезофит, он, как правило, растёт неподалёку от выходов воды, однако не выносит застойного увлажнения. Растения предпочтительно встречаются и лучше формируются на участках, защищённых от ветра и прямого солнца, с повышенной влажностью воздуха. К плодородию почвы рождественский папоротник не требователен, чаще всего его можно встретить в лесистой местности, во влажных и тенистых местах, на скалистых склонах и берегах ручьёв. Предпочитает светлые дубовые, сосновые и смешанные леса, где растёт в естественных укрытиях, например, в расщелинах между камнями, часто накапливая вокруг себя опавшие листья. Растения лучше развиваются на тенистых или полутенистых участках с регулярным поступлением влаги. Полегающие зимой листья папоротника прижимают к земле опавшую листву деревьев и тем самым служат улучшению субстрата, накоплению гумуса возле растения. Кроме того, рождественский папоротник отличается способностью селиться в труднодоступных местах, закрепляя почвы и ослабляя эрозию оврагов или крутых склонов.
В западных штатах и на тихоокеанском побережье США рождественский папоротник замещается другим близким видом Polystichum munitum, более склонным к вегетативному размножению корневищем и, как следствие, образующий большие колонии. Как и другие папоротники рода Polystichum, рождественский папоротник связан с родственными ему древовидными папоротниками рода Щитовник (лат. Dryopteris), с которыми он очень часто соседствует в местах естественного распространения.
У основного вида имеется одна региональная разновидность Polystichum acrostichoides (Michx.) Schott var. lonchitoides Brooks (копьевидный), распространённая только в рамках одного штата Западная Виргиния, которая также носит название рождественского папоротника. Отличия с основным видом — в форме листьев, узко-ланцетных с более узким и острым окончанием.
При близком произрастании Polystichum acrostichoides может образовывать натургибриды с Многорядником Брауна. Ареалы этих двух видов нередко имеют пересечения.
На вайях Рождественского папоротника иногда поселяется паразитический грибок Taphrina polystichi или близкий вид Taphrina wettsteiniana, разрушительное присутствие которой можно обнаружить по желтоватым или белёсым галлам на листьях. Особенно уязвимыми для грибов становятся растения, живущие в условиях переувлажнёной почвы и недостатка солнечного света.

## В культуре
Рождественский папоротник популярен в выращивании в качестве декоративного растения для садов, в том числе, природных парков, прежде всего, потому, что он неприхотлив в выращивании, а также нетребователен к составу, увлажнённости и плодородности почвы. Его плотные тёмно-зелёные листья выглядят очень эффектно и долго сохраняются даже в срезке. Подобно насаждённой с 1 января 1700 года указом Петра I традиции наружного украшения зданий ветвями хвойных деревьев в России, рождественский папоротник долгое время использовался для тех же целей, украшая окна и двери домов, а также интерьеры перед праздником. Со временем вайи папоротника перестали собирать в природе и начали выращивать его в садах как декоративное растение. Поскольку это — неприхотливый вечнозелёный вид, его часто выращивают в зимних садах с прохладной зимовкой, заранее отбирая и подготавливая лучшие экземпляры для размещения в интерьере к Рождеству. За многие годы культивирования выведено несколько сортов, наиболее известные из которых: cv. Crispum и cv. Cristatum.
Наряду с родственными видами Многорядник верхоплодный считается одним из красивейших видов садовых папоротников. Нередко используется для высадки в альпинариях, декорирования тенистых мест под пологом деревьев. Крупные хорошо развитые вайи часто используются в букетах и аранжировках.
Размножается папоротник, в основном, спорами (которые могут прорастать долго) или отделением изредка появляющихся боковых побегов корневища. Эту операцию целесообразнее всего проводить весной, в начале мая. Прекрасно развитые экземпляры не трудно вырастить в тени на умеренно увлажнённой, плодородной садовой почве с хорошим дренажом. Зимостойкость растений высокая, специального укрытия на зиму не требуется. Терпелив многорядник также и в отношении неравномерного полива, одинаково легко выносит избыточное увлажнение или не слишком долгий засушливый период. Спороносные листочки находятся в верхней части листа, они более узкие и короткие, чем стерильные сегменты. Сорусы расположены в два ряда с каждой стороны от центральной жилки (откуда и происходит название рода). Не бросаясь в глаза, спороносные листочки, выглядят более тёмными и плотными, что повышает декоративность листа в целом.
В России Многорядник верхоплодный также выращивается как садовое или парковое растение, хотя традиция использовать его в качестве «рождественского папоротника» не укоренилась. Высоко ценятся его декоративные тёмно-зелёные листья, компактность и нетребовательность в культуре. Кроме того, высаженные растения редко дают боковые побеги, благодаря чему не расползаются на соседние территории, и образуют плотные, хорошо сформированные посадки, долго не требующие дополнительного формирования. При перевалке на новое место растения быстро адаптируются и не болеют.

## Галерея изображений

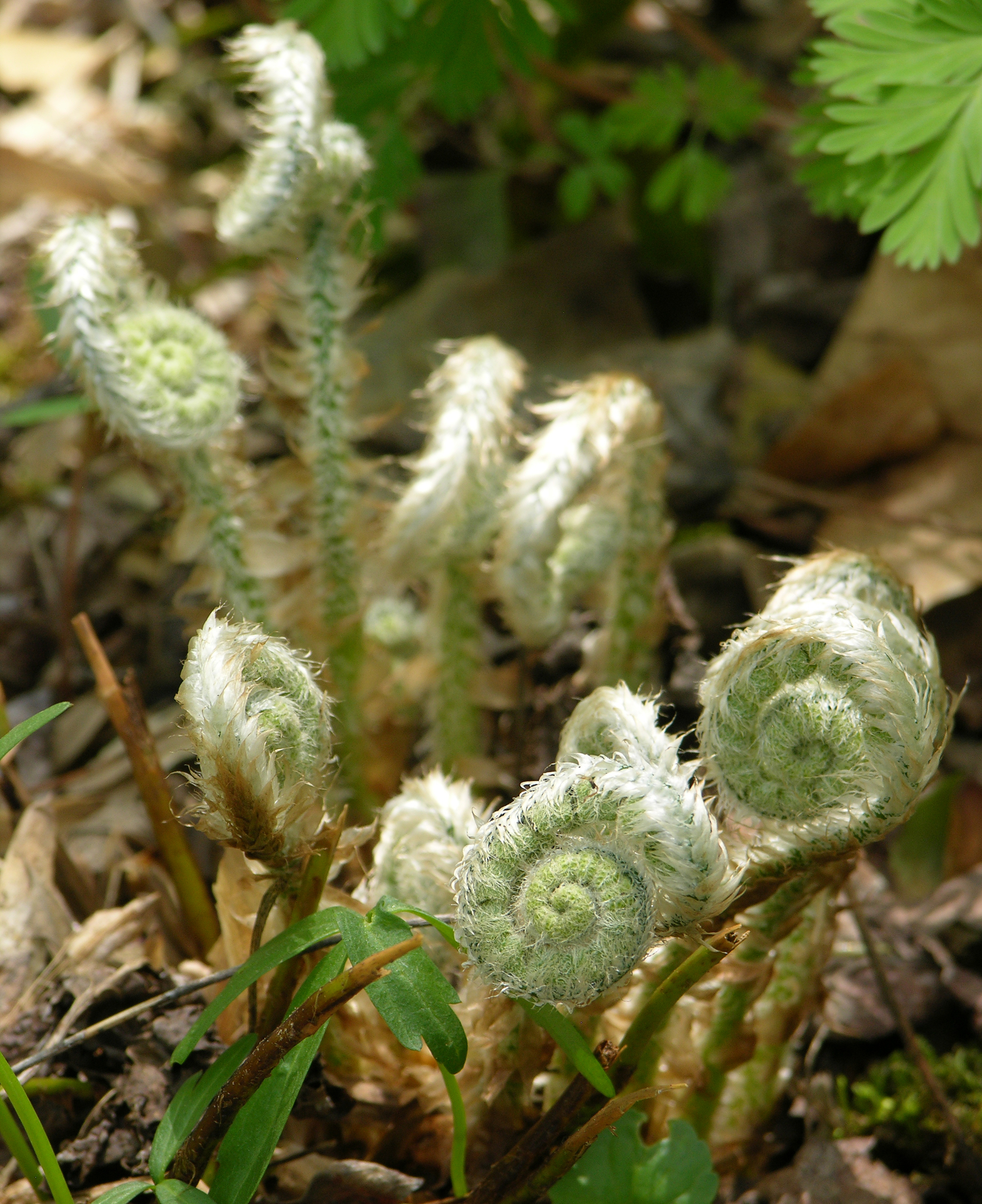
Весенние листья-улитки
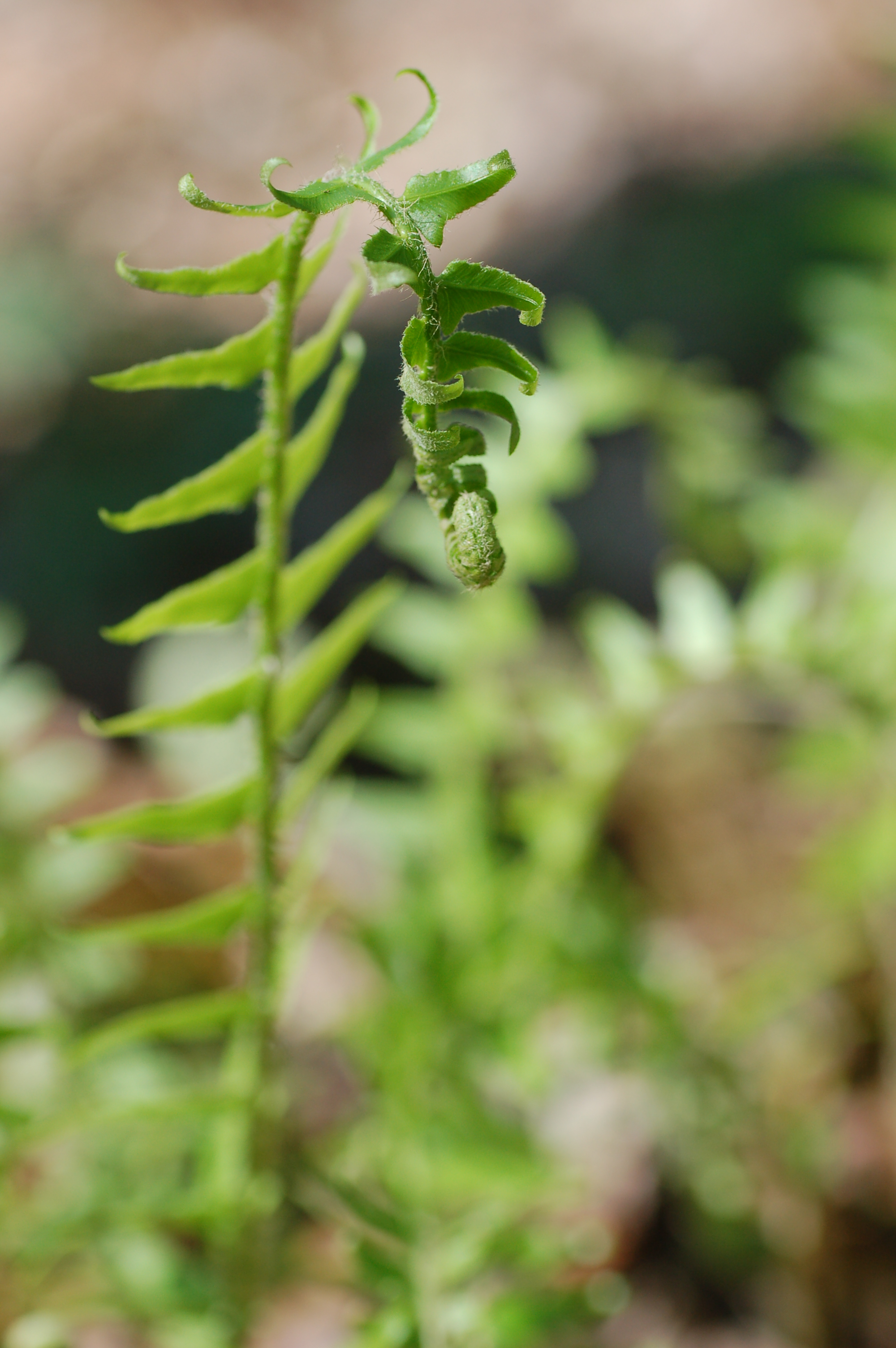
Молодой лист
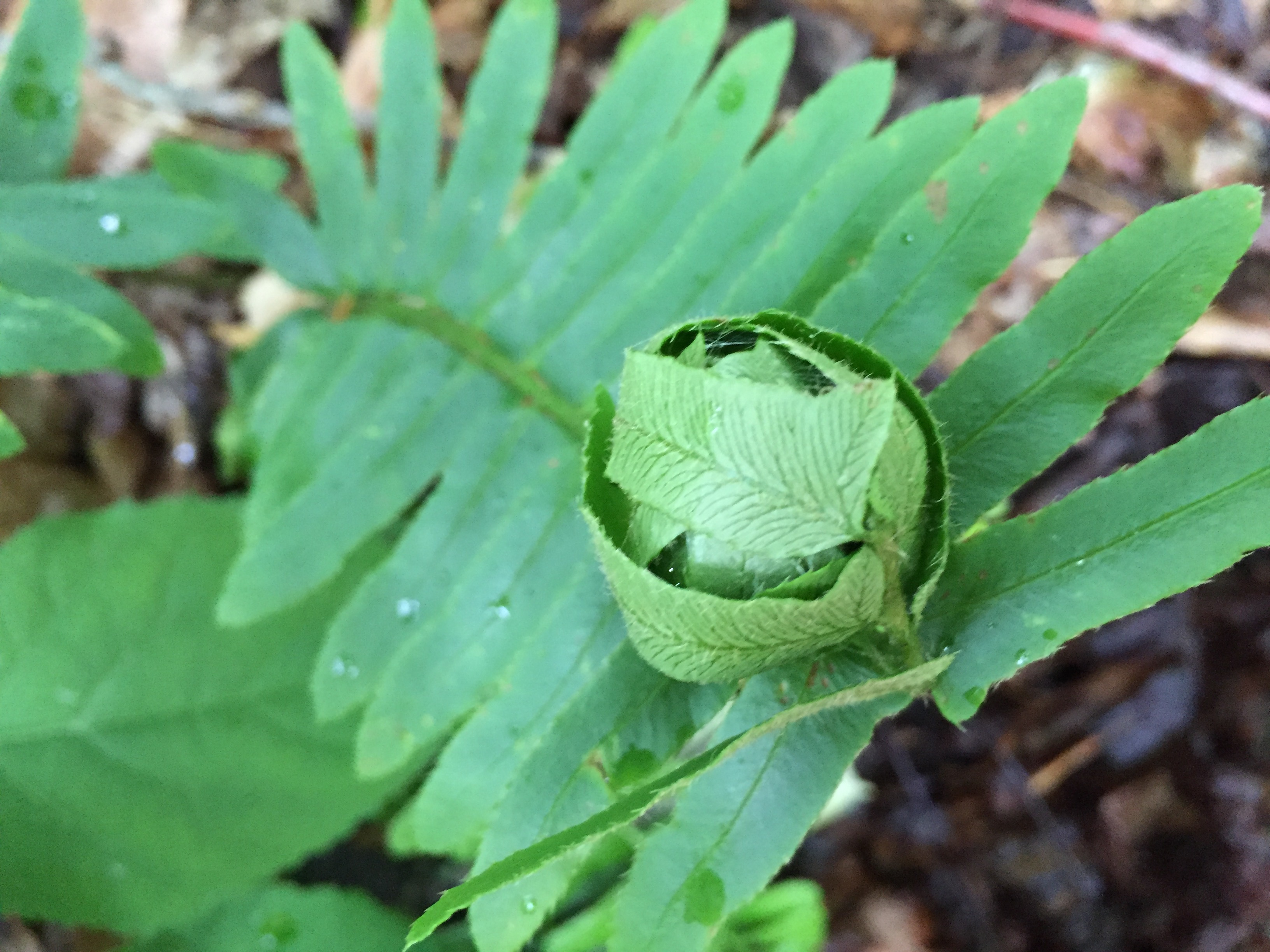
Разворачивающийся лист
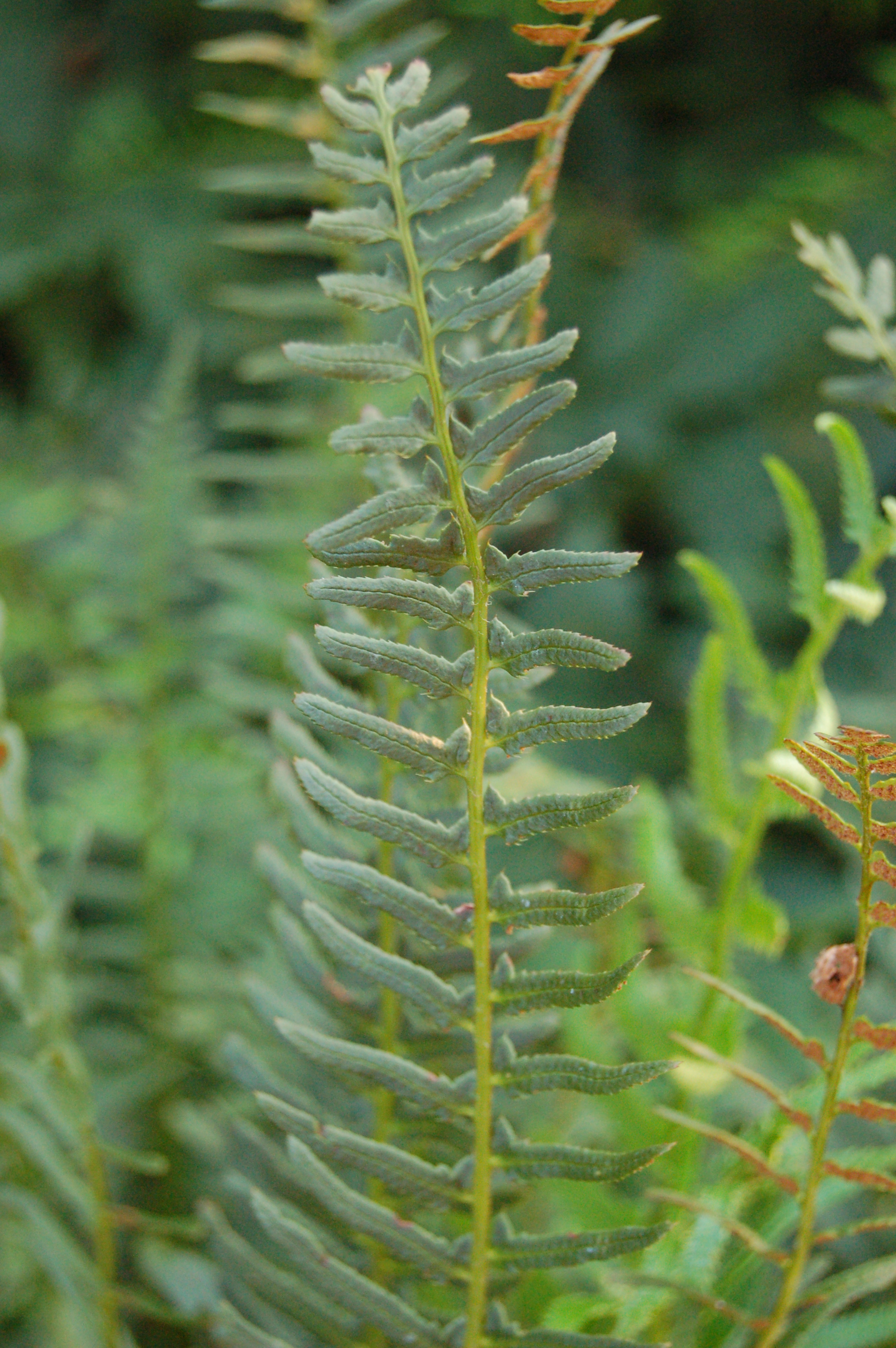
Верхняя часть листа
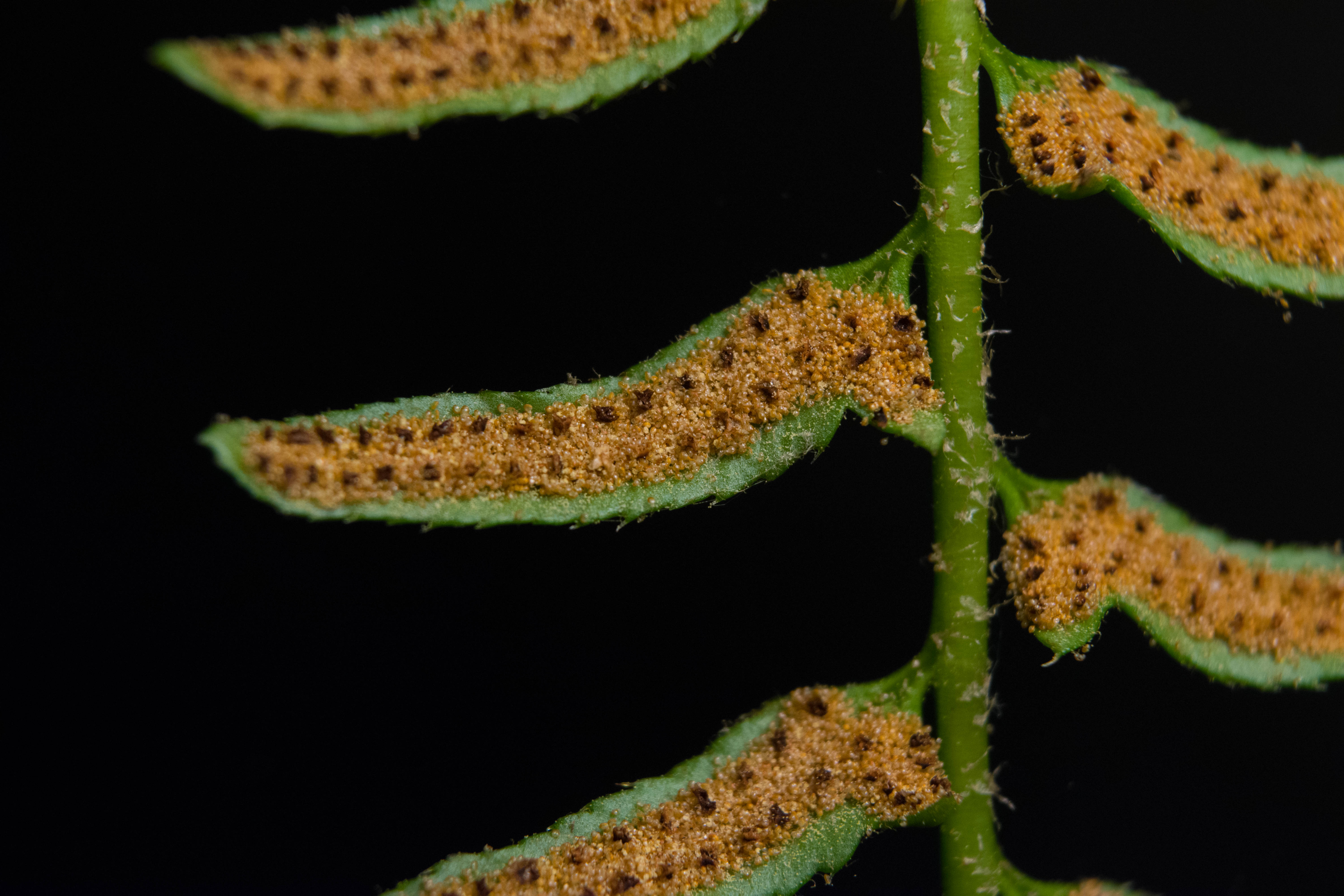
Сорусы на нижней стороне листочков
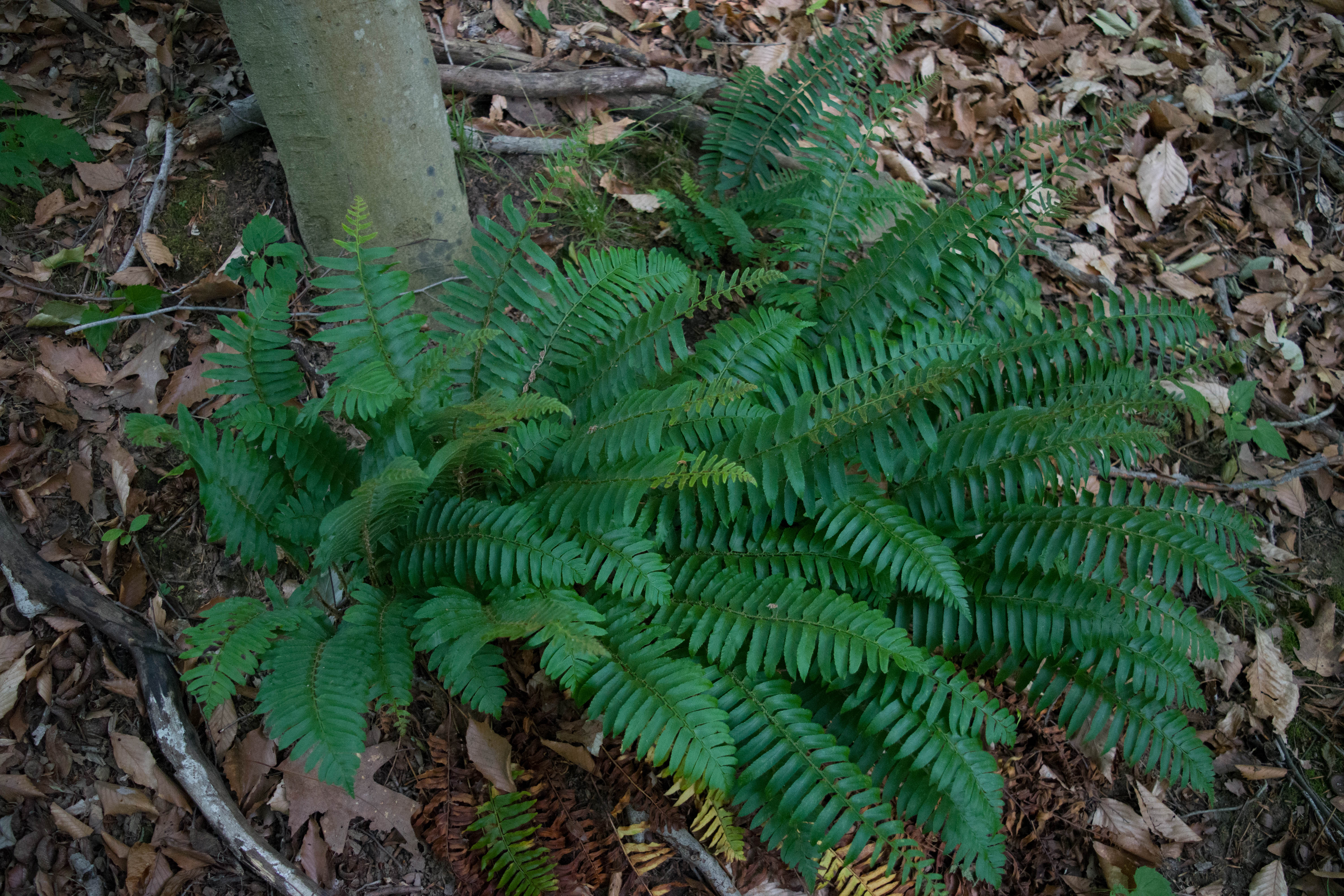
Растение летом
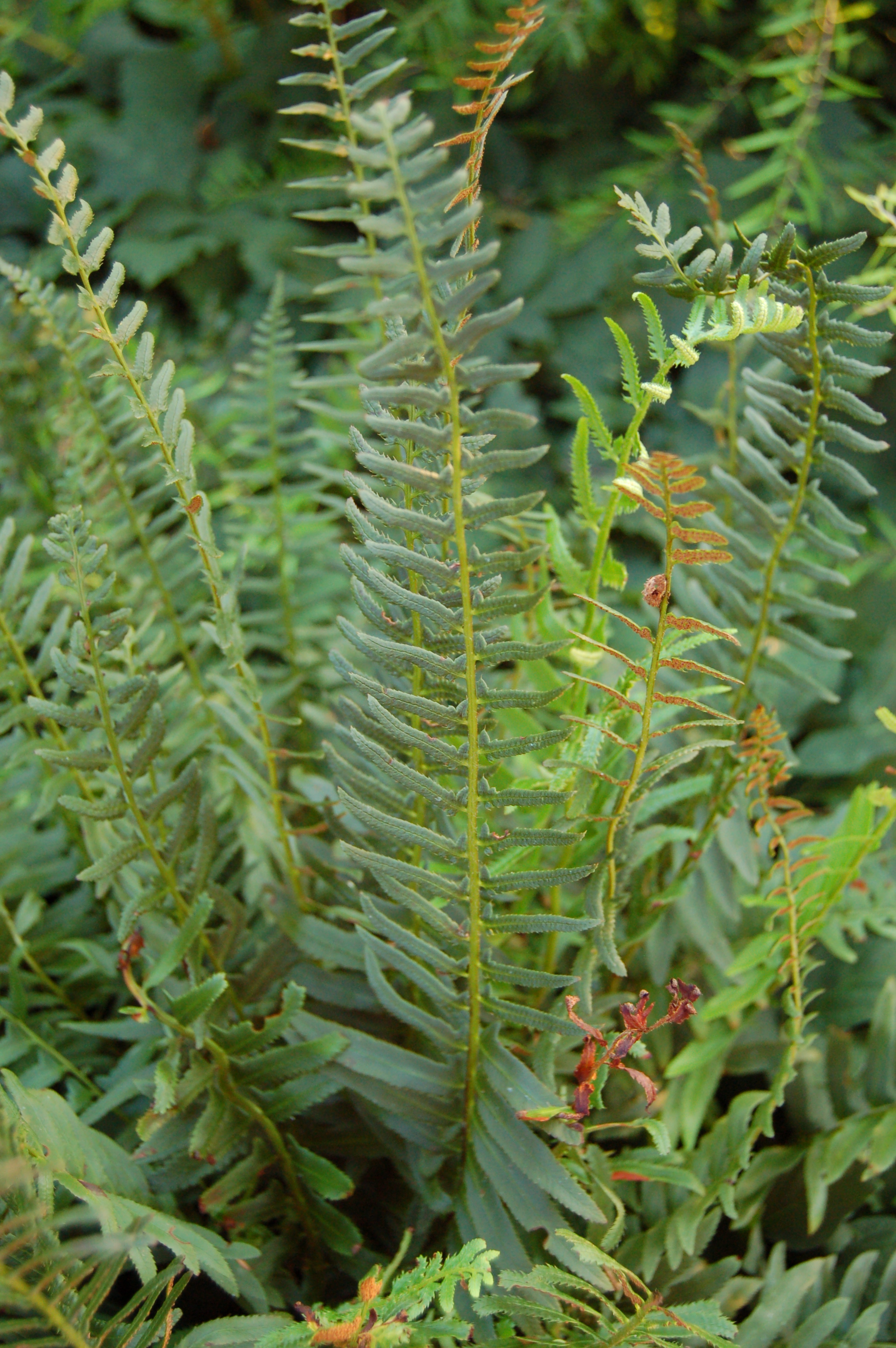
Зрелые листья
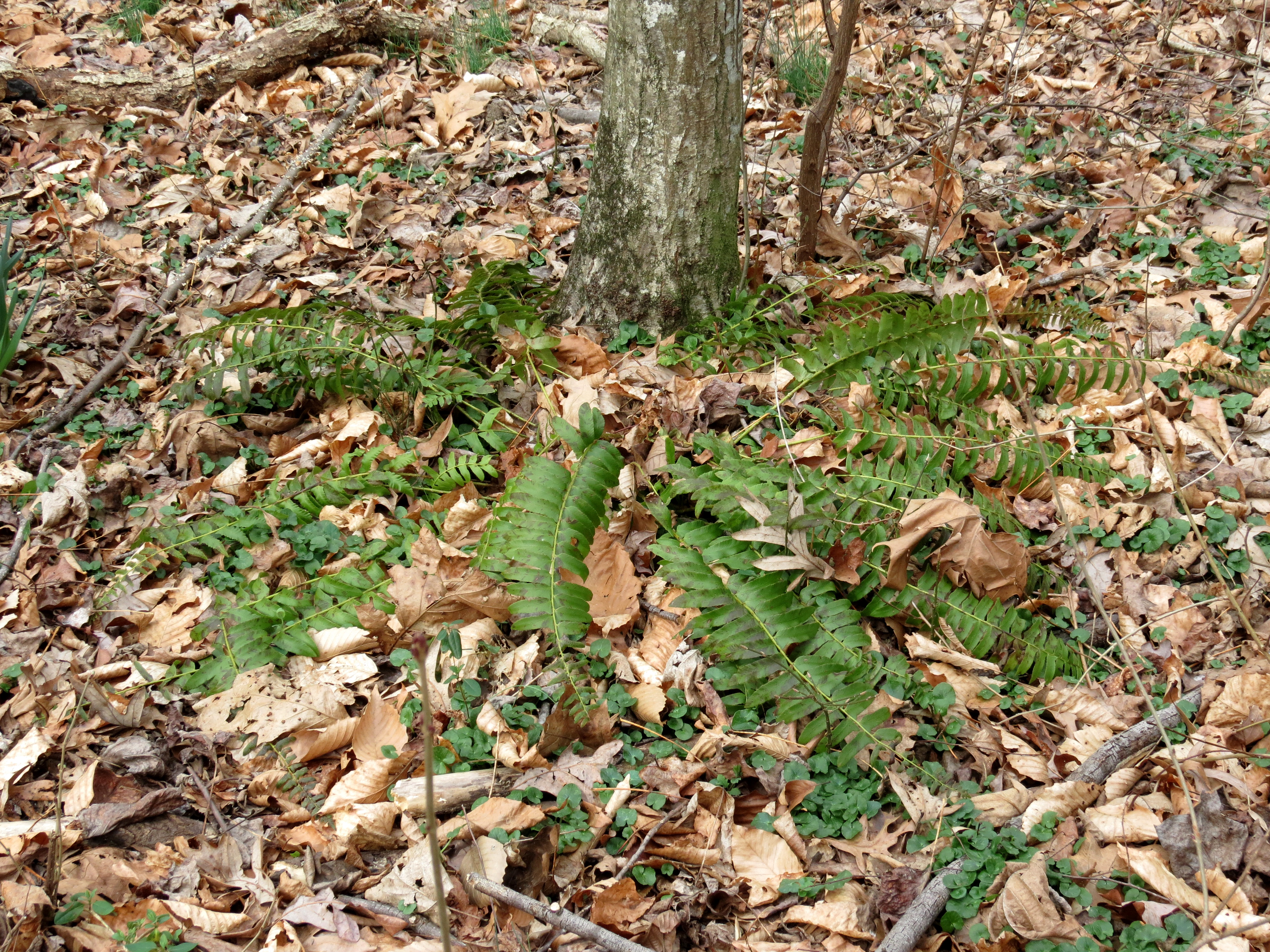
Вид растения в феврале
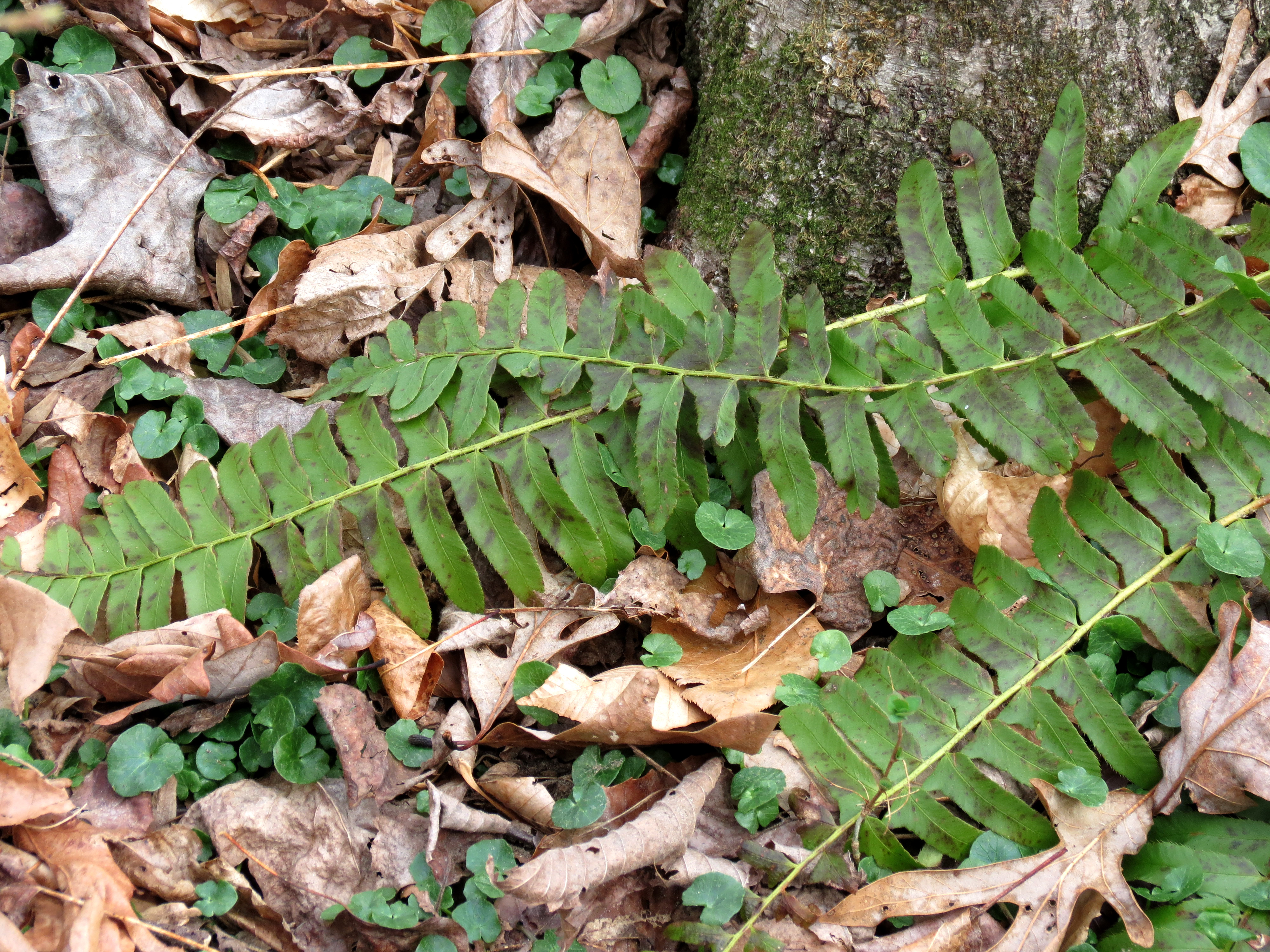
Перезимовавшие листья